# Miguel Joaquim de Almeida Castro
Miguel Joaquim de Almeida Castro (Ipueiras, 4 de dezembro de 1834 — Recife, 6 de maio de 1901), ou apenas Miguel Castro, foi um político brasileiro. Foi presidente da província do Piauí, de 1 de maio de 1882 a 5 de abril de 1883.

## Biografia
Nasceu na fazenda Convento, da então freguesia de São Gonçalo da Serra dos Cocos (hoje distrito do município cearense de Ipueiras), filho de Joaquim Felício de Almeida e Castro, natural do Rio Grande do Norte, e de Cosma Rodrigues Veras. Era, por via paterna, sobrinho-neto do padre Miguelinho, participante da Revolução Pernambucana de 1817, de quem herdou o nome.
Com apenas oito meses de idade, transferiu-se com sua família para o Rio Grande do Norte, estabelecendo-se na fazenda Olho d'Água dos Pinhos, atualmente no município de Triunfo Potiguar. Ali aprendeu as primeiras letras. Em 1848 foi para a cidade da Imperatriz (Martins (Rio Grande do Norte)) da mesma província, onde cursou a aula do latim até 1851, quando então seguiu para Olinda, a fim de continuar os estudos e matricular-se na Faculdade de de Direito.
Recebeu o grau de bacharel em 1858, na mesma turma que Tomás Antônio de Paula Pessoa, Ladislau Acrísio de Almeida Fortuna e Cordolino Barbosa Cordeiro. Antes de bacharelar-se, porém, no quinto ano de seu curso, foi eleito deputado provincial pelo Rio Grande do Norte na eleição a que se procedeu para o biênio de 1858—1859, findo o qual foi reeleito.
Foi nomeado promotor público da comarca da Maioridade (Martins), por portaria de 9 de março de 1859, do Dr. Antônio Marcelino Nunes Gonçalves (futuro Visconde de São Luís), então presidente da província, e por portarias de 6 de janeiro e 17 de agosto do mesmo ano, delegado da instrução pública da referida cidade, e agente visitador do Círculo Literário de Maioridade e Mossoró.
Por decreto imperial de 10 de abril de 1860, foi nomeado juiz municipal e de órfãos do termo de Aracati, no Ceará, e delegado de policia e inspetor efetivo das aulas do mesmo termo, por portarias de 5 e 23 do mesmo mesmo mês do ano. Por decreto imperial de 20 de agosto de 1864 foi nomeado juiz de direito da comarca de Saboeiro, da qual foi removido a pedido para a de Teixeira, na Paraíba, por decreto de 27 de janeiro de 1868. Como não assumiu o exercício desta última, foi declarado avulso e deixou de fazer parte da magistratura ativa. Continuou, entretanto, no serviço público, nomeado, por portaria de 16 de março do mesmo ano, inspetor literário da comarca de Saboeiro.
Por cartas imperiais de 18 de maio de 1878 e 25 de fevereiro de 1882, foi nomeado quinto vice-presidente do Ceará e presidente da província do Piauí, onde esteve por cerca de um ano. Em 23 de maio de 1883, foi agraciado com a comenda da Imperial Ordem da Rosa.
Elegeu-se deputado geral, em 1885, pelo quinto distrito do Ceará, como abolicionista, e, em 1889, pelo segundo distrito do Rio Grande do Norte. Aderindo ao regime republicano, alistou-se no partido que era chefiado por Pedro Velho e foi eleito deputado à Constituinte Republicana, em 1890.
Foi o primeiro governador eleito pelo Rio Grande do Norte, em 1891. Tendo entrado no exercício desse cargo em 9 de setembro, foi deposto pela força pública federal no dia 28 de novembro, preso, recolhido ao Quartel do 34.º Batalhão. Restaurado o regime, com a ascensão de Floriano Peixoto ao poder, foi deposto, retirando-se para o Ceará e, depois, para Recife, onde veio a falecer. Foi deputado federal até 1893, quando abandonou de vez a política.
Miguel Castro faleceu aos 66 anos, de febre palustre, na casa de seu genro, o médico Dr. José Otávio de Freitas. Era casado, desde 1868, com Rosa Maria Antunes de Oliveira, sobrinha do Visconde de Mecejana, com quem teve três filhos:
- Joaquim Felício Antunes de Almeida Castro (c. 1871 - 28 de maio de 1897[4]), bacharel em Direito pela Faculdade de Recife em 1891[5];
- Miguel Joaquim Antunes de Almeida Castro (†Rio de Janeiro, 16 de agosto de 1935[6]), casado com Maria Magalhães Silva, teve filhos;
- Rosa Maria Antunes de Almeida Castro (†Recife, 29 de abril de 1962[7]), inupta;
- Maria de Castro Freitas, nascida Maria Cristina Antunes de Almeida Castro (†Recife, 4 de junho de 1958[8]), esposa do Dr. Otávio de Freitas., com filhos.

Rosa Maria faleceu aos 78 anos, em 22 de outubro de 1930.